# 毛利広賢
毛利 廣賢（もうり ひろかた、文化元年（1803年）－弘化3年5月18日（1846年6月13日）享年44歳 ）は、江戸時代後期の武士であり、八神毛利氏第12代当主である。家格により、無役ながらも特別な待遇を受けていた。仮名は八左衛門、または源内。

## 人物
家系
八神毛利氏は、河内源氏の棟梁である鎮守府将軍・源義家の六男、源義隆を始祖とする陸奥六郎義隆流毛利氏の流れを汲む家系である。御内室は志水小八郎忠愛（忠受）の妹にあたる。父は第11代当主・毛利彦左衛門広居（1782年－1830年 享年49歳）であり、子の第13代当主・毛利源内広貫（1828年－1888年 享年61歳）は明治維新を迎えている。家紋は十六菊に一文字を用いた。
家臣
家臣には、家老として笠原文蔵および久米相馬が仕えており、用人には水野喜右衛門と水野逸平がいた。
居所
上屋敷は片端大津町南東角に、下屋敷は古渡町に、在所は中島郡八神村に所在した。
統治
毛利家の知行高は三千石であり、家柄により代々「無役」としての地位を保持していた。
菩提寺
菩提寺は、八神村にある臨済宗・金宝寺である。毛利広賢は、文化元年（1803年）に生まれ、弘化3年5月18日（1846年6月13日）に没した（享年44歳）。戒名は「慈岳院殿」である。

## 系譜
毛利家系図 (金鱗九十九之塵 )
源義隆 - 毛利治部少補義廣 - 越後守義昭 - 左衛門佐義輝 - 石見守輝廣 - 左京進廣繁 - 毛利大明廣秀 - 源七郎廣清 - 治部太補廣明 - 因幡守廣縄 - 美濃守廣隆 - 甲斐守廣包 - [掃部介廣次 - 小三郎掃部介廣盛 - 金右衛門廣高 - 毛利廣益 - 掃部頭廣雅] - 掃部介廣盛 - 金右衛門廣義 - 掃部源六廣豊 - 治部左衛門廣尚 - 雲八源六石見頼説 - 斎宮勘解由治部左衛門頼廣 --- (カッコ重複？) 
源姓毛利氏家系図 (士林泝洄 調査報告書)
源義家 - 義隆 - 義広 - 義昭 - 義輝 - 輝広 - 広繁 - 広秀 - 広清 - 広明 - 広縄 - 広隆 - 広包 - 広盛 - 広義 - 広豊 - 広尚 - 頼説 - 頼容 - 広直 - 義由 - 頼忠 - 広吉 - 広居 - 広賢 - 広貫 ---